# Dietrich Reinkingk
Dietrich Reinkingk (født 10. marts 1590, død 15. december 1664) var en tysk jurist og dansk kansler.
Reinkingk, som vistnok 1616 blev professor i Giessen, virkede derefter i forskellige embedsstillinger. 1648 blev Reinkingk kansler for regeringskancelliet for hertugdømmerne i Glückstadt, 1650 præsident for overappellationsretten i Pinneberg. 
I kongeriget beskæftigede han sig blandt andet med processen mod Ulfeldt. Reinkingks forhold til statsomvæltningen i 1660 er ikke nøjere oplyst, et udkast til en arvefølgeordning udarbejdedes af ham 1661.
Som statsretlig forfatter tilhørte Reinkingk fortiden. Monarkiet var den bedste regeringsform, men op over alle monarkier hævede sig det af Gud anordnede, i Apokalypsen forudsagte tysk-romerske kejserdømme, hvoraf alle andre aflededes. 
Guds Ord var al regeringskunsts bedste rettesnor. Hans skrifter vandt stor udbredelse, men er gennemgående hverken synderlig originale eller dybtgående.